# Parlamentní volby v Moldavsku 2025
Parlamentní volby v Moldavsku v roce 2025 se budou konat 28. září 2025.

## Předvolební dění
Na základě parlamentních voleb, které se konaly 11. července 2021, byla 6. srpna 2021 vytvořena jednobarevná vláda Natalie Gavrilitsaové liberální Strany akce a solidarity (PAS), která měla většinu 63 ze 101 poslanců. V únoru 2023 byla vláda Gavrilitsaové nahrazena vládou Dorina Receana.
Během vlád PAS přišly antikorupční a soudní reformy a větší sbližování s EU. Proruská opozice, hlavně tvořena Blokem komunistů a socialistů (PCRM a PSRM) a stranou Šora, pořádala demonstrace proti ekonomickým postojům vlády.
Strana Šora byla v červnu 2023 ústavním soudem zakázána na základě článku 41 moldavské ústavy. Ústavní soud dodal, že zástupci strany v parlamentu budou i nadále vykonávat své mandáty, ale jako nezávislí poslanci bez práva přidružovat se k jiným parlamentním frakcím.
V prezidentských volbách v roce 2024 vyhrála v 2. kole stávající prezidentka země a nominantka PAS Maia Sanduová, která stála proti nominantovi PSRM Alexandru Stoianoglovi. Zároveň proběhlo referendum o směřování k členství v EU, které těsně skončilo s možností podporující dané směřování s výsledkem 50,38 %.
Moldavsko se během současného volebního období potýká s velkými bezpečnostními a ekonomickými problémy, například problémy energetické bezpečnosti s narušenými dodávkami plynu z Ruska. Ruská invaze na Ukrajinu způsobila velký příliv uprchlíků ze sousední Ukrajiny.
Tyhle témata způsobily podle některých významnou důležitost parlamentních voleb v roce 2025; podle Euronews, pro prezidentku Sanduovou jsou dané volby „finálním bojem“ pro moldavskou cestu do členství v EU.

## Volební systém
101 poslanců bude zvoleno na základě poměrného zastoupení v jednom celostátním volebním obvodu. Existují tři samostatné volební prahy: 7 % pro volební bloky, 5 % pro jednotlivé strany nebo organizace a 2 % pro nezávislé kandidáty.

## Kampaň a volební dění

### Ruská intervence
Šéf zpravodajské služby Moldavska Alexandru Musteață uvedl, že se předpokládá, že volby budou čelit signifikantní intervenci z Ruska. Varoval, že Moskva pravděpodobně bude využívat taktiky ze stejných intervencí z prezidentských voleb a referendu o EU v roce 2024, zahrnující dezinformační kampaně, finanční podpory pro proruské strany a ostatní taktiky na destabilizaci moldavského demokratického procesu. Vláda Moldavska vyjádřila odhodlání bojovat se zmíněnými hrozbami.
Již během léta 2025 hlásily moldavské úřady významný nárůst počtu dezinformací souvisejících s nadcházejícími volbami, přičemž snahou Ruska, které tyto dezinformace koordinovaně šířilo, bylo zřejmě zejména odradit Moldavany žijící v zahraničí od účasti ve volbách.

### Koalice Alternativa
Alexandr Stoianoglo, který prohrál proti Sanduové v prezidentských volbách v roce 2024, v únoru 2025 oznámil vytvoření nové koalice, která má za cíl bojovat s prozápadní většinou. Koalice „Alternativa“ zahrnuje tři strany – Národní alternativní hnutí (MAN), kterou vede starosta Kišiněva Ion Ceban; Strana rozvoje a konsolidace Moldavska (PDCM), kterou vede bývalý premiér Ion Chicu a Strana kolektivní akce - Občanský kongres (zkratka PAC–CC), kterou vede bývalý poslanec Mark Tkachuk. Ačkoliv Stoianoglo tvoří kampaň zaměřující se na zahraniční politiku, která zahrnuje Rusko i Západ, tak inklinuje k Rusku, například s jeho minulostí, kdy byl během prezidentské kampaně podporovaný proruskou PSRM.

### Nepojmenovaná levicová koalice
4. června 2025 byla zformována platforma „Pro Moldavsko“ (Pentru Moldova), která má za cíl spojit opozici a později získala podporu PSRM, PCRM a Strany budoucnosti Moldavska (PVM). 4. července 2025 Igor Dodon oznámil vyjednávání pro levicovou koalici. Vladimir Voronin později potvrdil, že koalice bude zahrnovat PSRM, PCRM, PVM a Stranu srdce Moldavska (PRIM).

### Koalice Vítězství
Koalice Vítězství je složena ze Strany obrody (PR), Politické strany Šance (PPȘ), Alternativní a spasitelské síly Moldavska (FASM), stejnojmenného Vítězství (PPV) a zakázané Strany Șora.
Na kongresu koalice Vítězství, konaný 6. července 2025 v Moskvě, lídr koalice a uprchlý oligarcha Ilan Șor uvedl, že chce guvernérku Gagauzie Evghenii Guțulovou jako volební lídryni koalice. V té době byla Guțulová vyšetřována ze dvou kriminálních činů a byla v domácím vězení. Șor zároveň konstatoval, že „jediný řešení“ pro Moldavsko je „unie s Ruskou federací“ a že „nedává smysl mluvit o nezávislosti [moldavského] státu“ a dodal komentář „jedna měna, jeden parlament“.
19. července 2025 Ústřední volební komise (CEC) zamítnula registraci koalice, primárně kvůli nejasnostem kolem vedení a financování a napojením na Șora. V srpnu 2025 nabízel Șor měsíční výplatu ve výši v přepočtu až 63 tisíc korun měsíčně za účast demonstrujícím na protivládních protestech.

## Předvolební průzkumy

Grafické znázornění (LOESS) předvolebních průzkumů